# Hormogastridae
Hormogastridae ist der Name einer Familie von Wenigborstern in der Ordnung der Crassiclitellata (Regenwürmer im weiteren Sinne), deren rund 26 Arten im Mittelmeerraum verbreitet sind.

## Merkmale
Die Hormogastridae haben einen meist großen, zylindrischen Körper ohne dorsale Poren. An jedem Segment sitzen vier Paar Borsten, wobei die seitlichen Borsten enger beieinander sitzen als die bauchseitigen Borsten.
Der Oesophagus bildet zwischen dem 6. und dem 8. Segment 2 bis 3 Kaumägen, und im Mitteldarm gibt es einen weiteren, rudimentären Kaumagen im 15. Segment. Die Tiere besitzen keine Kalkdrüsen. Die Nephridien sind wohl entwickelt.
Das Clitellum der Zwitter ist stets sattelförmig und reicht vom 14. (manchmal 13.) bis zum 24. (manchmal 32.) Segment. Die paarige, rippenartige Tubercula pubertatis reicht vom 19. (manchmal 27.) bis zum 24. (manchmal 29.) Segment. Das Paar der männlichen Geschlechtsöffnungen liegt im 15. Segment am Rande zum 16. Segment vor dem Clitellum. Die Tiere haben keine Prostatae. Die adiverticulaten (keine Blindsäcke aufweisenden) Receptacula seminis münden über unauffällige paarige oder zahlreiche Öffnungen in den Furchen zwischen dem 9. und dem 14. (manchmal 15.) Segment nach außen.

## Verbreitung, Lebensraum und Lebensweise
Die Hormogastridae sind im westlichen Mittelmeerraum im zentralen und östlichen Spanien, südlichen Frankreich einschließlich Korsika, Italien einschließlich Sardinien und Sizilien sowie in Tunesien und Teilen Algeriens verbreitet. Sie sind wie andere Crassiclitellaten Bodenbewohner und Substratfresser, welche die organischen Bestandteile des verschluckten Substrats verdauen.

## Gattungen
Die Familie Hormogastridae hat rund 5 Gattungen mit etwa 27 Arten (davon 22 in Hormogaster):
- Ailoscolex Bouché, 1969
- Hemigastrodrilus Bouché, 1970
- Hormogaster Rosa, 1887
- Vignysa Bouché, 1970
- Xana Cosín, Briones & Trigo, 1989